# 艾爾索達體育會
艾爾索達體育會（阿拉伯语：نادي الشرطة الرياضي；Al Shorta Sports Club），常稱「魯薩法警察」，是位於伊拉克巴格達魯薩法的職業足球會。1932年成立，現於伊拉克超角逐。隊名中الشرطة是阿拉伯語，意思是「警察」。

## 歷史
於1932年11月14日球隊成立，當時名為Montakhab Al Shorta ，是伊拉克歷史第三悠久的足球隊。該俱樂部代表巴格達警察局。他們是第一支贏得阿拉伯冠軍聯賽的球隊。他們是該國唯一一支與Al-Rasheed一起贏得任何國際比賽的球隊。

## 外部連結
- Al Shorta website （页面存档备份，存于）
- Official Al Shorta fans' forums （阿拉伯文）
- Team info at goalzz.com （页面存档备份，存于）